# Лысенко, Людмила Ивановна
Людми́ла Ива́новна Лысе́нко (в девичестве — Шевцо́ва, позднее Гуревич, род. 26 ноября 1934, Тамань, Азово-Черноморский край) — советская легкоатлетка, олимпийская чемпионка в беге на 800 метров.
Мастер спорта СССР (1955). Заслуженный мастер спорта (1955), кавалер ордена Трудового Красного Знамени.

## Карьера
На Олимпийских играх в Риме стала победительницей в забеге на 800 метров, установив мировой рекорд.
Также завоевала бронзовую медаль на чемпионате Европы в 1954 году.
| Год  | Дистанция  | Результат | Дата           | Город    | Место |
| ---- | ---------- | --------- | -------------- | -------- | ----- |
| 1954 | 800 м      | 2.07,6    | 13—16 сентября | Киев     | II    |
| 1955 | 400 м      | 56,2      | 13—17 ноября   | Тбилиси  | I     |
| 1955 | 800 м      | 2.05,8    | 13—17 ноября   | Тбилиси  | I     |
| 1956 | 400 м      | 56,1      | 5—16 августа   | Москва   | III   |
| 1956 | 800 м      | 2.05,3    | 5—16 августа   | Москва   | I     |
| 1958 | 800 м      | 2.06,4    | 19—21 июля     | Таллин   | I     |
| 1959 | 800 м      | 2.07,4    | 9—14 августа   | Москва   | I     |
| 1960 | кросс 1 км | 3.09,4    | 30 октября     | Харьков  | I     |
| 1961 | 800 м      | 2.05,6    | 3—9 октября    | Тбилиси  | I     |
| 1961 | кросс 1 км | 3.08,1    | 29 октября     | Мукачево | I     |
| 1962 | кросс 1 км | 3.11,0    | 1 февраля      | Мукачево | I     |
| 1962 | 800 м      | 2.08,1    | 11—13 августа  | Москва   | I     |
| 1964 | кросс 1 км | 3.05,6    | 15 марта       | Ужгород  | I     |

## Личная жизнь
В 1960 году окончила Киевский государственный институт физической культуры.

## Награды
- Орден Трудового Красного Знамени (16.09.1960) — за успешные выступления в XVII летних и VIII зимних Олимпийских играх 1960 года, а также за выдающиеся спортивные достижения[3]